# Pseudomyrmex peperi
Pseudomyrmex peperi é uma espécie de formiga do género Pseudomyrmex, subfamilia Pseudomyrmecinae. Esta espécie foi descrita cientificamente por Forel em 1913.

## Distribuição
Encontra-se em Belize, El Salvador, Guatemala, Honduras, México e Nicarágua.